# Mike Reese
Pour les articles homonymes, voir Reese.
Michael P. Reese (7 mars 1978 à Greensburg - 2 janvier 2021 à Greensburg) est un politicien américain républicain.